# Rattus mordax
Rattus mordax és una espècie de mamífer rosegador de la família dels múrids. És endèmica de Papua Nova Guinea, on viu a altituds d'entre 0 i 2.800 msnm. És una espècie en risc mínim, és a dir, no sembla que hi hagi cap amenaça significativa per a la seva supervivència.